# 그린란드 축구 협회
그린란드 축구 협회(그린란드어: Kalaallit Nunaanni Isikkamik Arsaattartut Kattuffiat)는 그린란드에 있는 축구 관리 기구이다. 협회는 1971년 7월 4일에 설립되었다. 남자 국가대표팀, 여자 국가대표팀, 남자 풋살팀 및 여러 국가대표대회를 운영하며, 그린란드 풋볼 챔피언십과 남녀 국가대표부터 유소년, 베테랑, 풋살 변형 종목까지 운영한다. 그린란드는 또한 1980년부터 1984년까지 그린란드 컵으로 알려진 남자 축구 국가 친선 대회를 세 번 개최했다. 그린란드 축구 협회는 2022년 6월 국제 축구 연맹의 대륙 단체인 북중미카리브 축구 연맹에 가입을 신청했다.

## 개요
그린란드는 국제 축구 연맹 (2023년 2월 기준) 회원이 아니므로 FIFA 월드컵에 출전할 수 없다. FIFA 외에도 그린란드는 북중미카리브 축구 연맹 (가입 신청서를 제출했지만) 또는 유럽 축구 연맹에도 가입되지 않았다. 이는 그린란드를 둘러싸고 있는 영구동토 때문에 잔디 구장을 유지할 수 없기 때문이다. 2016년 누크 스타디움에 인조 잔디 구장이 설치되어 현재 FIFA에서 허용하고 있지만 경기장에는 여전히 다른 경기장에서의 필수 기능이 없는 상태이다. 2016년 5월에는 독립 축구 협회 연맹 (ConIFA)에 가입했었다그러나 ConIFA의 내부 변경과 협회의 대회 참가 능력 부족으로 2020년 1월까지 조직에서 탈퇴했으며 2020년 5월경부터 ConIFA 사이트에 등록되지 않은 상태이다. 비독립 지역의 축구 협회 가입을 금지하는 UEFA의 법령 변경으로 그린란드는 UEFA 회원이 될 수 있는 길이 막혔다. 2022년에는 북중미카리브 축구 연맹에 가입 신청을 하기로 했다.
축구는 약 55,000명의 인구 중 약 5,500명의 선수가 있는 그린란드에서 가장 인기 있는 스포츠이다. 그린란드 축구 연맹은 1971년에 설립되었으며 누크에 본부가 있다. 그린란드에서는 보통 5월 말부터 9월 중순까지 야외에서 축구를 할 수 있으며, 그린란드 남부는 북부보다 더 오래 경기를 할 수 있다. 처음에는 모든 축구장이 모래 구장이나 자갈 구장이어서 플레이할 수 있는 축구의 질이 제한되었었다. 그러나 국제 축구 연맹의 프로그램 일환으로 많은 경기장이 업그레이드되어 여러 개의 인공 경기장을 건설할 수 있었다. 오늘날 누크, 시시미웃, 우마르나크, 나녹탈릭 등에 그러한 경기장들이 존재한다. 또한 많은 도시에는 실내 홀이 있으며 축구 선수들은 10월부터 4월경까지 실내 축구를 하며 풋살 또한 인기 있는 스포츠이다. 그린란드는 FIFA 요구 사항에 따라 일년 내내 게임을 할 수 있도록 더 많은 실내 경기장을 짓고 있으며, 이는 아이슬란드 축구 국가대표팀과의 행보와도 유사하다.

## 같이 보기
- 그린란드 축구 국가대표팀
- 그린란드 풋볼 챔피언십